# Elissa Dowling
Elissa Dowling est une actrice et une chanteuse américaine.

## Biographie
Elle a étudié à l'Université d'art de Philadelphie et a obtenu un bachelor en sculpture en 2005.

## Filmographie
- 2006 : Dracula's Curse : Pure Blood
- 2006 : Black Dahlia : Kate
- 2006 : The Raven : la victime
- 2007 : The Tomb : la petite amie
- 2007 : Robot War (Transmorphers) : Dr. Taddish
- 2007 : Mummy Maniac : Jennifer
- 2007 : Aliens Gone Wild (téléfilm) : Alien
- 2007 : Cold Blood Canyon : Stephanie Halstead
- 2007 : Borderline Cult : Melanie
- 2007 : Absolute Horror : Cat Black
- 2008 : Son of Sam : Brenda Klein
- 2008 : The Legend of Bloody Mary : Mary Winters
- 2008 : O.C. Babes and the Slasher of Zombietown : Madison
- 2008 : Death Racers : Daisy
- 2008 : Diary of a Serial Killer : Kat
- 2008 : Amateur Porn Star Killer 3D: Inside the Head
- 2009 : Erection : Lisa Gambini
- 2009 : Absolute Evil : Lillie McCane
- 2009 : The Making of Gnome Killer 2 (court métrage vidéo) : Martine
- 2009 : Nightstalker : Heather
- 2009 : She Alien : Tamara
- 2009 : Never on Sunday : Sunday
- 2009 : Dread : Tamsin Kendall
- 2009 : Thirsty (court métrage) : Legs
- 2009 : In a Spiral State : Honey
- 2009 : Caged Lesbos A-Go-Go : Agnes
- 2009 : Vaginal Holocaust : Rita
- 2009 : Live Evil (en) : Party Bartender
- 2009 : The Corporate Cut Throat Massacre : New Girl
- 2009 : Crustacean : Thumper Stain
- 2010 : Caller ID : Jeanie
- 2010 : Dahmer vs. Gacy : Jezebel
- 2010 : The Book of Zombie : Henrietta
- 2010 : Orgy of the Damned : Veronica
- 2010 : The Brazen Bull : Lola
- 2010 : Psychosomatika : Persephone
- 2010 : Ludlow : Maddy
- 2010 : Innocent Bystanders (court métrage) : Sandra
- 2011 : Raymond Did It : Paige
- 2011 : Luther's Magic Weed : Vanessa
- 2011 : Mommy & Me : Mommy
- 2011 : The Theatre Bizarre : Subs (segment "Sweets")
- 2011 : Abolition : Mia
- 2011 : Peeping Blog : Jane Doe
- 2011 : Hell's Kitty (série télévisée) : Jamie Screech Curtis
- 2011 : Showgirls 2: Penny's from Heaven : Ultra Vixen
- 2011 : Oblivion : Kacey
- 2012 : Adventures Into the Woods: A Sexy Musical : Wicked Witch
- 2012 : Bloody Bloody Bible Camp : Betty
- 2012 : House on the Hill : Mary
- 2012 : Emmanuelle Through Time: Emmanuelle's Skin City (téléfilm) : Paula
- 2012 : A Night of Nightmares : Ginger
- 2012 : Beethoven 5-0 (court métrage) : Piano Girl
- 2012 : Aaron's House : Jenna
- 2012 : Waiting for Dracula : Trishelle
- 2012 : The Locals : Lynn Sue
- 2012 : The Brothers Cannibal : The Woman Who Is Full of Mystery
- 2012 : Deadly Presence : Jennifer
- 2012 : Alien Babes in Heat : Elsa
- 2013 : Gritty : Maureen
- 2013 : Axeman at Cutter's Creek : Stacy
- 2013 : Telephone World : Rachel Plasky
- 2013 : Cheap Thrills : Tweaker
- 2013 : Legend of the Red Reaper
- 2014 : Starry Eyes : Stacy
- 2014 : Disciples : Rhiannon
- 2015 : Pain Is Beautiful : Mia Welsh
- 2015 : We Are Still Here : Eloise Dagmar
- 2015 : Twiztid: Boogieman (court métrage vidéo) : Jane
- 2015 : Midlife : Aphid
- 2015 : Tales of Halloween : Velma (segment "This Means War")
- 2015 : Whispers : The Doll
- 2015 : Twiztid: FTS (court métrage) : Bar Zombie
- 2015 : Werewolves in Heat : Zooey
- 2015 : Life's Disease: VR (court métrage vidéo) : Witch
- 2015 : Exquisite Corpse (court métrage) : Katie
- 2016 : No Remorse (court métrage) : Velveteen Death
- 2016 : Don't Kill It : Sexy Demon
- 2016 : Beach Massacre at Kill Devil Hills : Samantha
- 2016 : It Watches : la victime
- 2016 : Scare the Devil  (court métrage) : The Woman (witch)
- 2016 : Dinner with the Dwyers (court métrage) : Moonduh
- 2016 : Dead Maker : Irene
- 2016 : Noirland : Penelope
- 2017 : Dr. Jekyll and Mr. Hyde : Maude
- 2017 : Land Shark : Candy
- 2017 : Bonejangles : Rowena
- 2017 : The Last Revenants : Tiffany
- 2017 : The Black Room : Terry
- 2017 : Death House : Staff Worker
- 2017 : Limelight : Starla
- 2017 : Party Bus to Hell : Sect
- 2017 : Spreading Darkness : Misty Kroeben
- 2017 : Fetish Factory : Bible Thumper
- 2017 : Dracula in a Women's Prison : Perez
- 2018 : Caller ID: Entity
- 2018 : Ghost of Camp Blood
- 2018 : Lake of Shadows : Ellen Colby
- 2018 : Hell's Kitty : Jaimie Screech Curtis
- 2018 : Shhhh : Angelique
- 2018 : Kill Dolly Kill : Nurse Graves
- 2018 : Violence on Demand
- 2018 : The Three Bears and the Perfect Gift : Madame Rosa
- 2018 : Terror Toons 4 : Twin
- 2018 : Good Family Times : Cookie
- 2018 : Automation : Jenny
- 2018 : The Mangled : Caroline Parker
- 2019 : Jesus Christ Motherfucker : Mary
- 2019 : Dawn of 5 Evils
- 2019 : Aquatic Siege : Mary Cooper